# آهنگ تو (ترانه ریتا اورا)
«آهنگ تو» (به انگلیسی: Your Song) ترانه‌ای از خوانندهٔ بریتانیایی ریتا اورا از دومین آلبوم استودیویی وی تحت عنوان ققنوس (۲۰۱۸) می‌باشد.